# David Twohy
David Twohy   (Los Angeles, 18 d'octubre de 1955) David Neil Twohy és un director de cinema i guionista estatunidenc. És conegut per treballar en pel·lícules de ciència-ficció i acció, en particular la sèrie The Chronicles of Riddick.

## Biografia
Twohy va néixer al Comtat de Los Angeles, Califòrnia. Va estudiar a Palos Verdes High School. Va assistir a la universitat a la California State University, Long Beach, on es va graduar en ràdio/televisió/cinema.

## Carrera
Els seus crèdits cinematogràfics més notables han estat escriure El fugitiu, Waterworld i G.I Jane, però va és conegut principalment per escriure i dirigir Han arribat i, amb l'excepció de Pitch Black, que simplement va coescriure, la majoria de les entrades a Chronicles of Riddick.
Va fer un cameo a Below com el capità britànic del vaixell de rescat.
Riddick: Furya, la quarta entrega de The Chronicles of Riddick es va anunciar el febrer de 2023. Twohy ha escrit el guió i dirigirà la pel·lícula.

## Filmografia
| Any  | Títol                     | Director | Guionista | Notes                         |
| ---- | ------------------------- | -------- | --------- | ----------------------------- |
| 1988 | Critters 2                |          | Sí        |                               |
| 1989 | Warlock                   |          | Sí        |                               |
| 1992 | Timescape                 | Sí       | Sí        | Debut com a director          |
| 1993 | El fugitiu                |          | Sí        |                               |
| 1994 | Terminal Velocity         |          | Sí        | També productor executiu      |
| 1995 | Waterworld                |          | Sí        |                               |
| 1996 | Han arribat               | Sí       | Sí        |                               |
| 1997 | G.I. Jane                 |          | Sí        |                               |
| 2000 | Pitch Black               | Sí       | Sí        |                               |
| 2001 | Impostor                  |          | Sí        |                               |
| 2002 | Below                     | Sí       | Sí        | Cameo com a "Capità britànic" |
| 2004 | The Chronicles of Riddick | Sí       | Sí        |                               |
| 2009 | A Perfect Getaway         | Sí       | Sí        |                               |
| 2013 | Riddick                   | Sí       | Sí        |                               |
| 2022 | Ice Moon Rising           |          | Sí        |                               |
| TBA  | Running with Lions        | Sí       | Sí        |                               |
| TBD  | Riddick: Furya            | Sí       | Sí        |                               |

| Any  | Títol                                | Director | Guionista | Productor |
| ---- | ------------------------------------ | -------- | --------- | --------- |
| 2000 | Pitch Black: Slam City               | Sí       | Sí        | Sí        |
| 2004 | The Chronicles of Riddick: Dark Fury |          | Story     |           |
| 2013 | Riddick: Blindsided                  |          | Sí        | Sí        |

| Any | Títol     | Director | Guionista | Productor |
| --- | --------- | -------- | --------- | --------- |
| TBD | Merc City |          | Sí        |           |